# Bloemenzee
Bloemenzee is een kunstwerk in Amsterdam Nieuw-West.
Het is een creatie van Berkman en Janssens  bestaande uit Margot Berkman en Eline Janssens, destijds een kunstenaarsduo(2000-2010) vormend. Zij betegelden het noordelijk landhoofd van de Rijswijkstraatbrug. Zij beeldden een aantal dieren af die hier een aantal eeuwen geleden hun sporen achterlieten nabij het gebied rond de Slotervaart, die ergens anders liep dan de Slotervaart.
Het uit tegels opgebouwde tableau van 300 m² laat herten, wilde zwijnen en kikkers zien omringd door een bloemenzee (groene tegels geven gras weer) achter een water (blauwe tegels geven de Slotervaart weer). Het viaduct/de tunnel werd als onveilig gevoeld mede ingegeven door het grijze beton. Door gebruik te maken van lichte kleuren zou het gevoel van onveiligheid verminderen; de tunnel kreeg ook nog verlichting. Het tableau werd 20 juni 2007 onthuld. 
Het is voor wat thema een voortzetting van De dames en de muze in een ander viaduct; de Leeuwendalerswegbrug. 

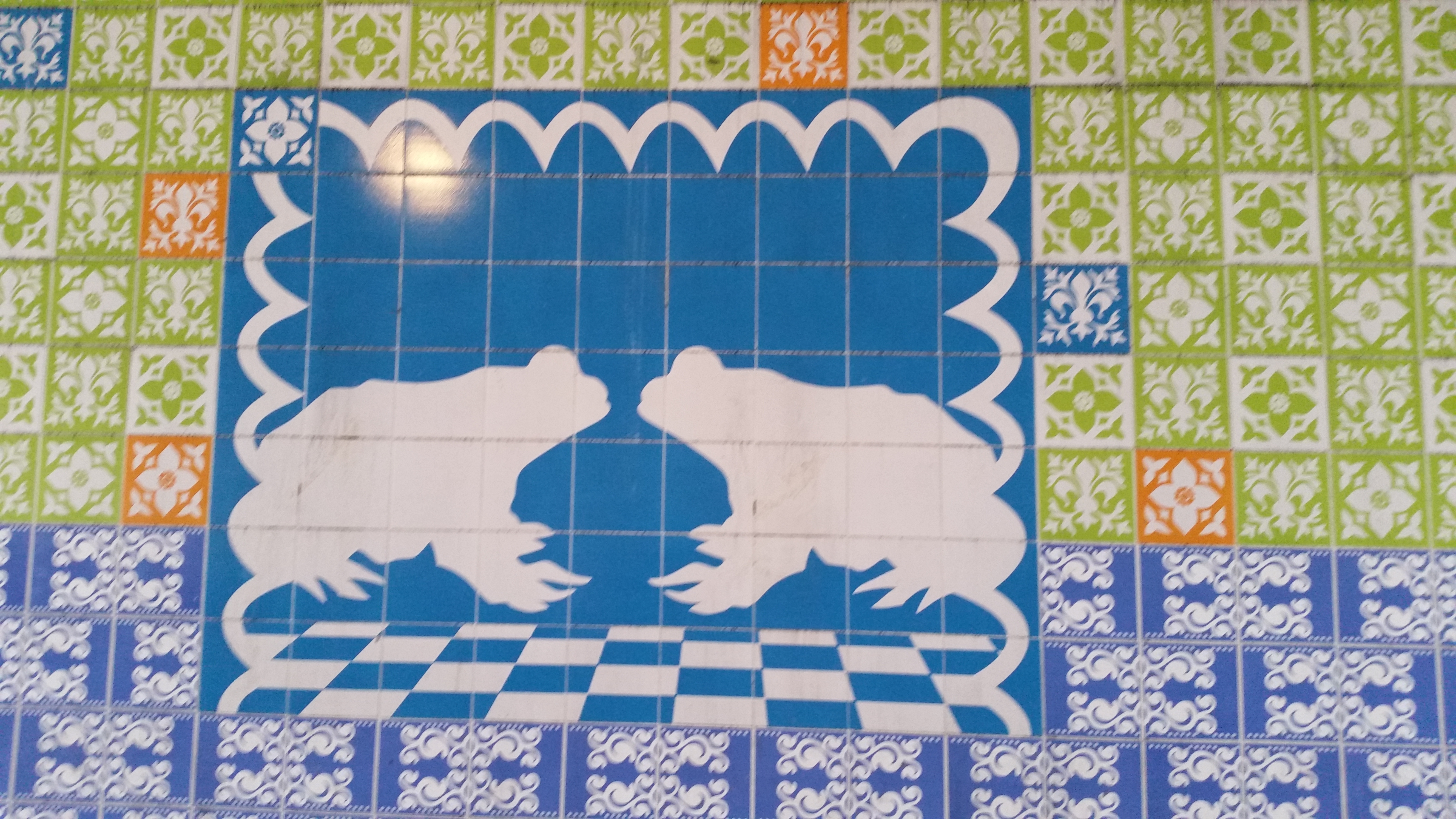
Kikkers in een bloemenzee (maart 2019)